# بوسام: سرنوشت را بدزد
بوسام: سرنوشت را بدزد (کره‌ای: 보쌈–운명을 훔치다; لاتین‌نویسی اصلاح‌شده: Bossam–Unmyeongeul Humchida) یک مجموعهٔ تلویزیونی کره جنوبی سال ۲۰۲۱ به کارگردانی کوان سوک جانگ است. در این مجموعه جونگ ایل وو، کوان یو ری، شین هیون سو و کیم ته-وو بازی کردند. این مجموعه در دوران پادشاهی چوسان و شاه گوانگ‌هه‌گون قرار دارد و داستان تغییر سرنوشت یک مرد بوسام به نام با وو را روایت می‌کند، که دختر پادشاه را به اشتباه می‌رباید. بوسام: سرنوشت را بدزد، درام ویژهٔ دهمین سالگرد ام‌بی‌ان بود و از ۱ مه تا ۴ ژوئیه ۲۰۲۱، روزهای شنبه و یکشنبه ساعت ۲۱:۴۰ (کی‌اس‌تی) برای ۲۰ قسمت پخش شد. همچنین برای استریم در سرویس Wavve در دسترس است.

## بازیگران

### اصلی
- جونگ ایل وو در نقش با وو/کیم ده سوک

نوهٔ کیم جه نام و برادر زادهٔ ملکه بیوه سوسونگ.
- کوان یو ری در نقش یی سو کیونگ

شاهزاده خانم هوااین، دختر پادشاه گوانگ‌هه‌گون و همسر سلطنتی سو یی از قبیلهٔ پاپیونگ یون.
- شین هیون سو در نقش یی ده یوب

جوانترین پسر یی یی چوم و برادرشوهر هوا این.

## تولید

### بازیگران
در ۲۹ ژوئن ۲۰۲۰، حضور جونگ ایل وو برای بازی در نقش اصلی تأیید شد. در ۲۶ اوت ۲۰۲۰، کوان یو ری به عنوان بازیگر نقش اول زن، به گروه بازیگران اصلی پیوست. در ۱۱ نوامبر، آژانس شین هیون سو اعلام کرد که در حال بررسی پیشنهادی برای حضور در یک درام تاریخی جدید است. در مارس ۲۰۲۱، این لاین‌آپ گروه بازیگران تأیید شد.